# معبد آمون
معبد آمون یک سایت باستان‌شناسی در جبل بارکال در ایالت شمالی سودان است که در حدود ۴۰۰ کیلومتر (۲۵۰ مایل) شمال خارطوم در نزدیکی شهر کریمه واقع شده است. این معبد در نزدیکی پیچ بزرگ رودخانه نیل، در منطقه ای که در زمان‌های قدیم نوبه نامیده می‌شد، قرار دارد. معبد آمون، یکی از بزرگ‌ترین معابد جبل بارکال، برای مردم محلی مقدس تلقی می‌شد. معبد آمون نه تنها مرکز اصلی دینی بود که زمانی به عنوان یک دین تقریباً جهانی در نظر گرفته می‌شد، بلکه همراه با سایر مکان‌های باستان‌شناسی در جبل بارکال، نماینده احیای ارزش‌های مذهبی مصر بود. تا اواسط قرن نوزدهم، معبد قبل از این که تحت حمایت دولت قرار گیرد، مورد تخریب، غارت و کند و کاو بی‌رویه قرار گرفت. 

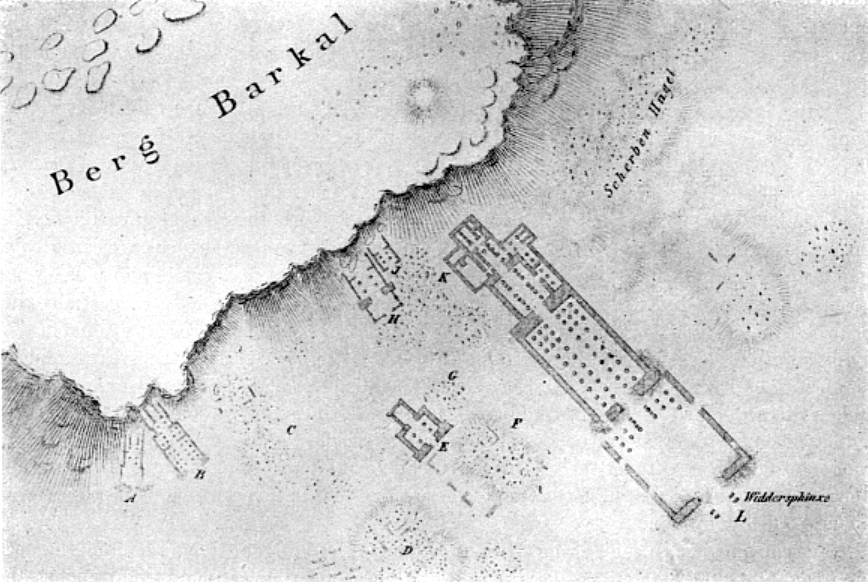
نقشه از اکسپدیشن موزه هاروارد-بوستون ۱۹۱۶
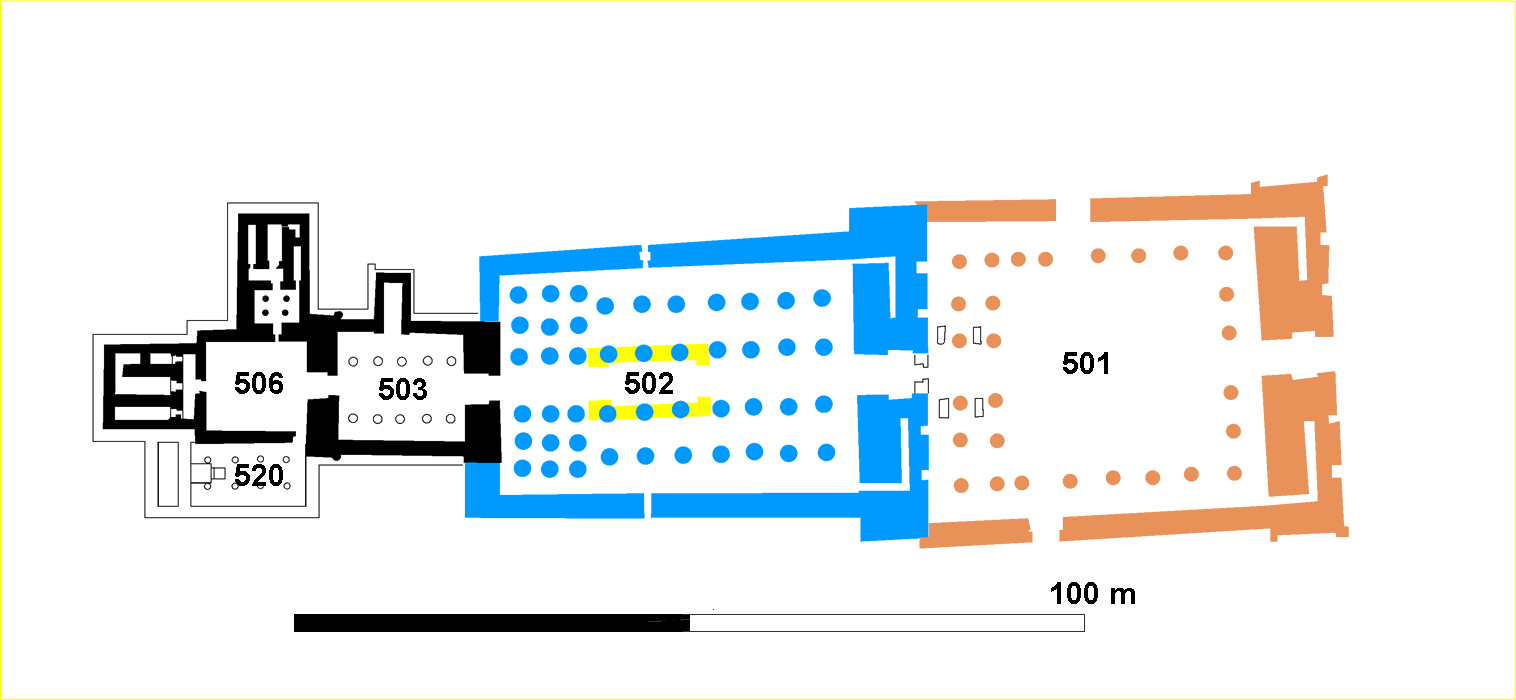
پلان بزرگ معبد آمون.
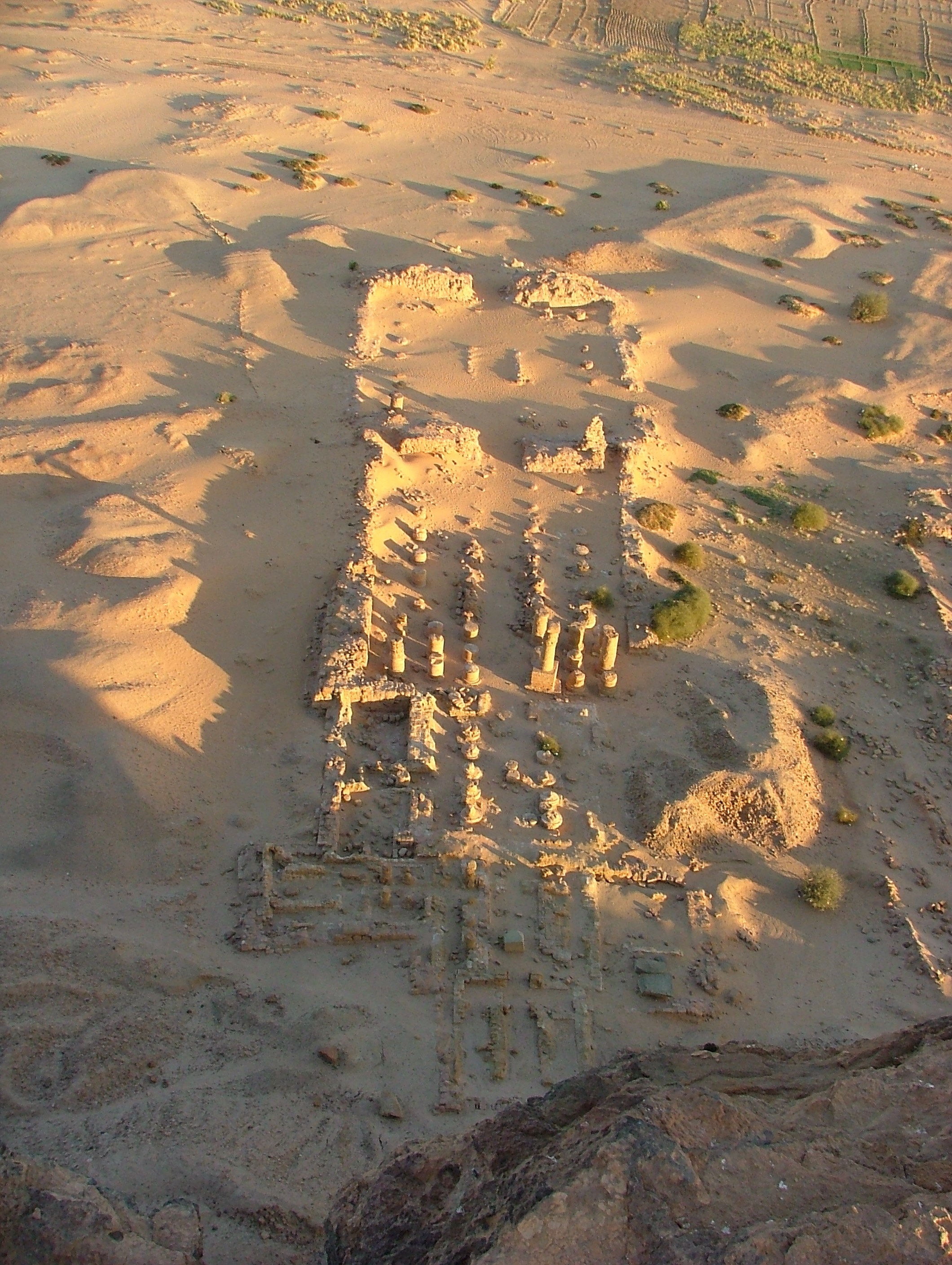
ویرانه‌های معبد آمون در جبل بارکال .
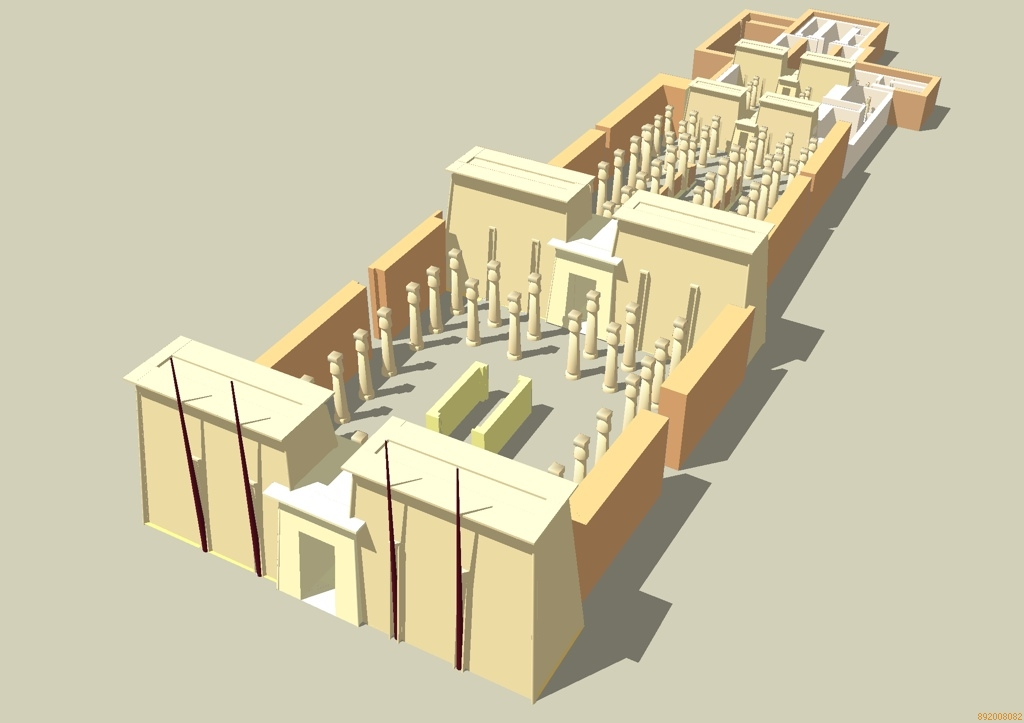
معبد آمون جبل بارکال ، که در ابتدا در زمان پادشاهی نوین مصر  ساخته شد، اما توسط بعنخی به شدت گسترش یافت.

## آثار موجود در موزه‌ها
بسیاری از مصنوعات مهم در سال ۱۹۱۶ توسط اکسپدیشن دانشگاه هاروارد - موزه هنرهای زیبا بوستون به مصر و سودان، که از سال ۱۹۰۹ تا ۱۹۱۶ ادامه داشت، حفاری شدند پس از حفاری‌ها، آنها به موزه هنرهای زیبا کشورهای غربی راه یافتند.

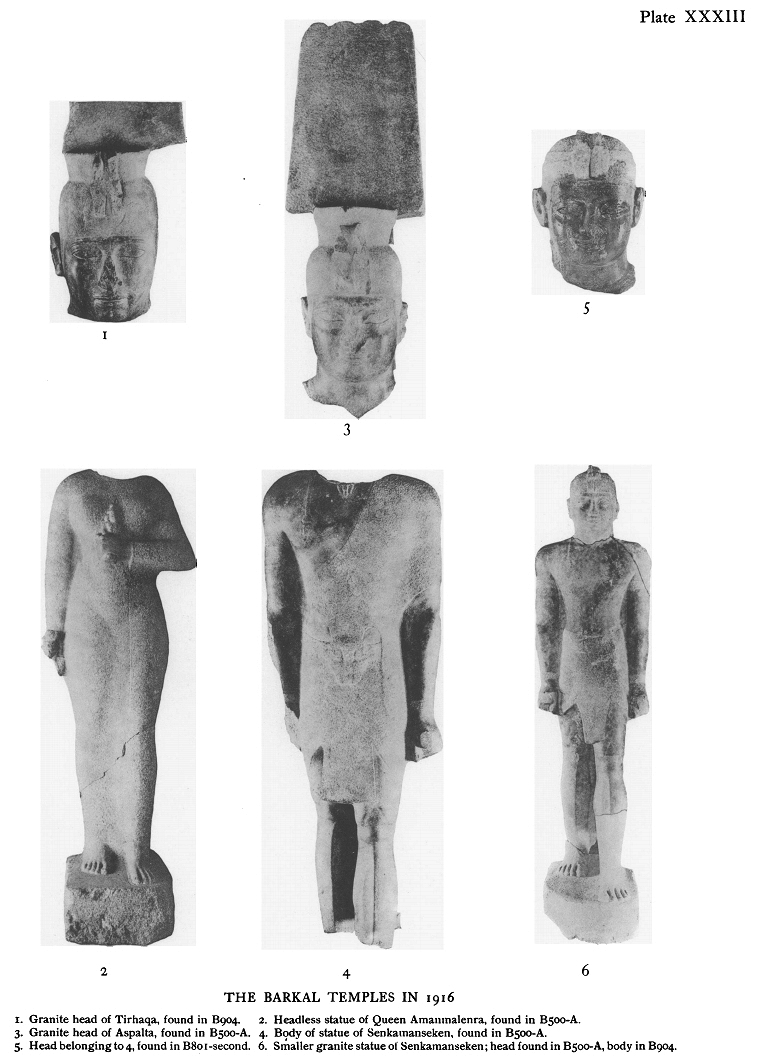
مجسمه‌های بارکال در سال ۱۹۱۶ حفاری شدند
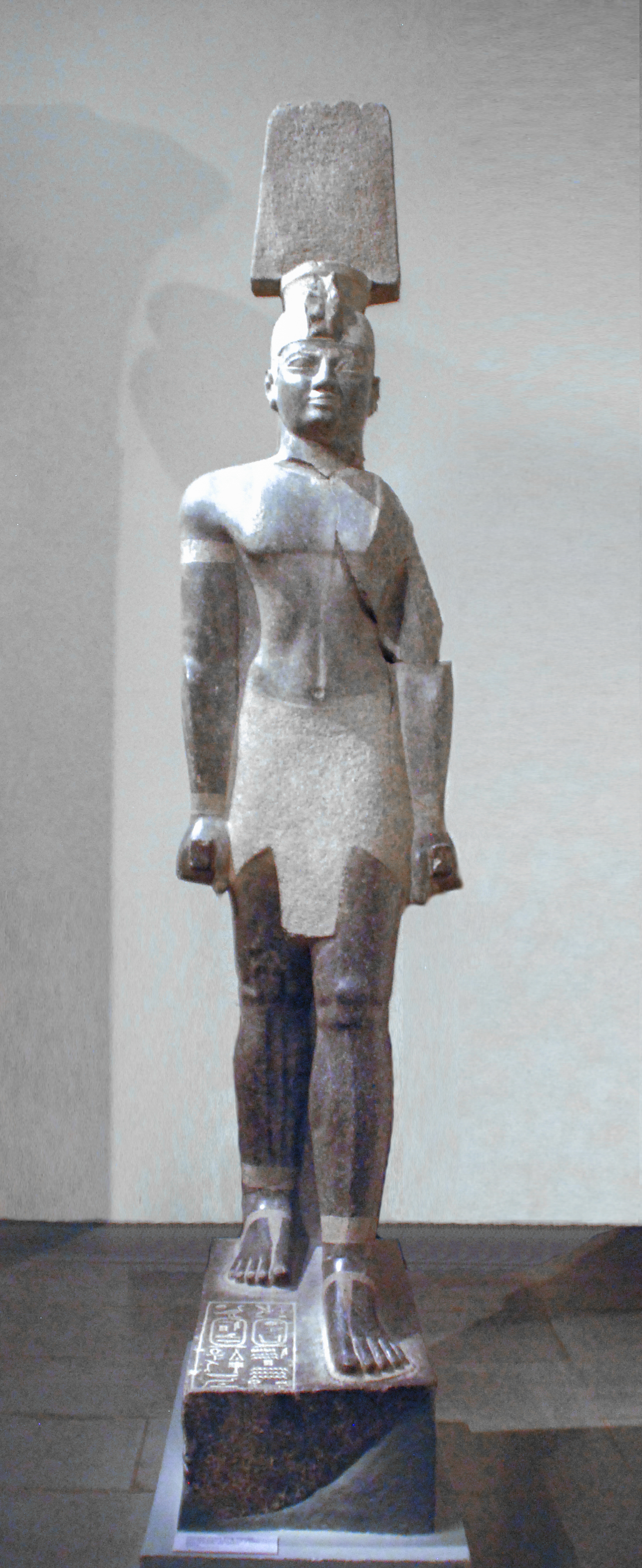
مجسمه عظیم پادشاه آسپلتا از معبد آمون، جبل بارکال. موزه هنرهای زیبای بوستون .
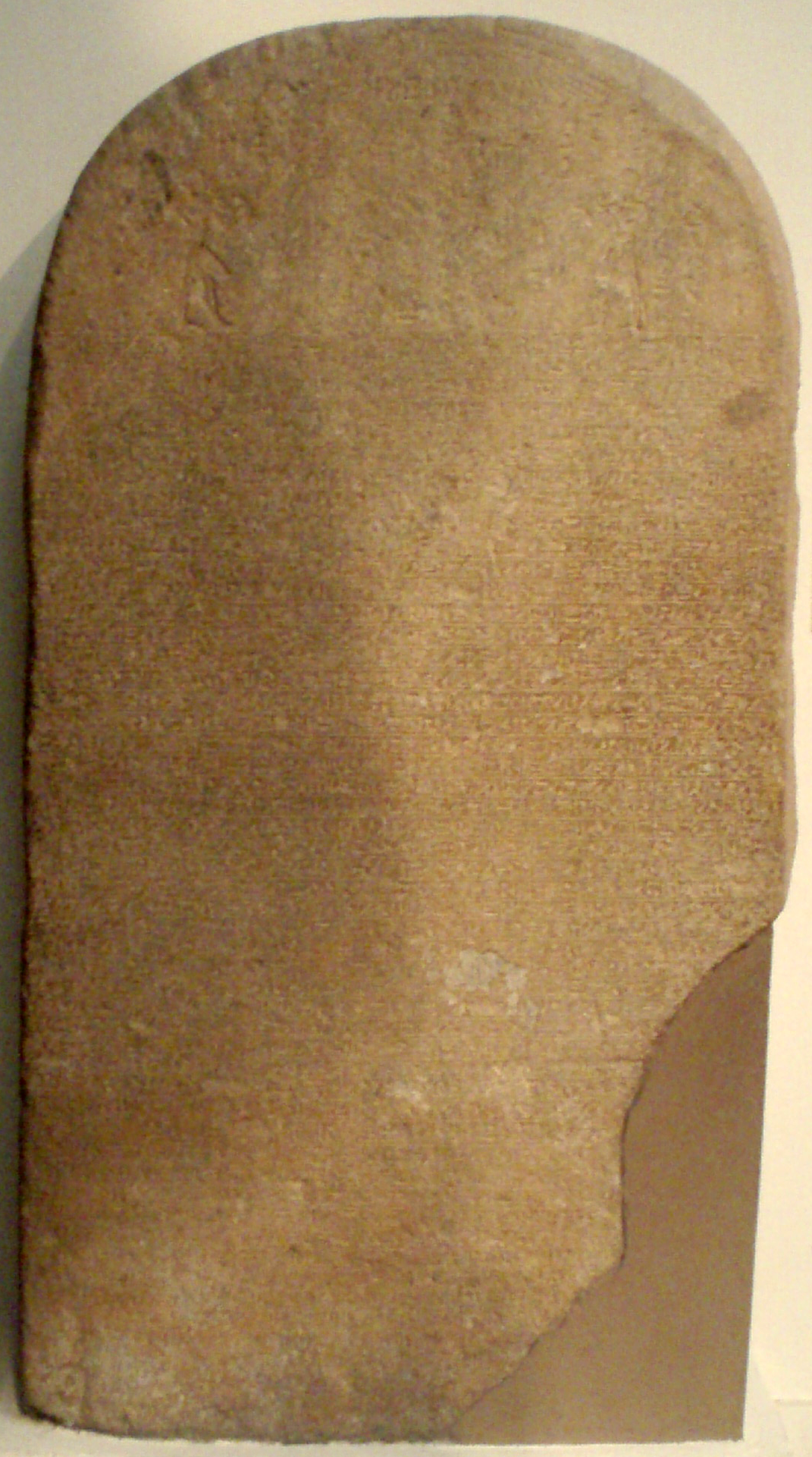
استلای فرعون توتموس سوم ، که در معبد آمون در بارکال پیدا شد، اکنون در موزه هنرهای زیبا، بوستون.
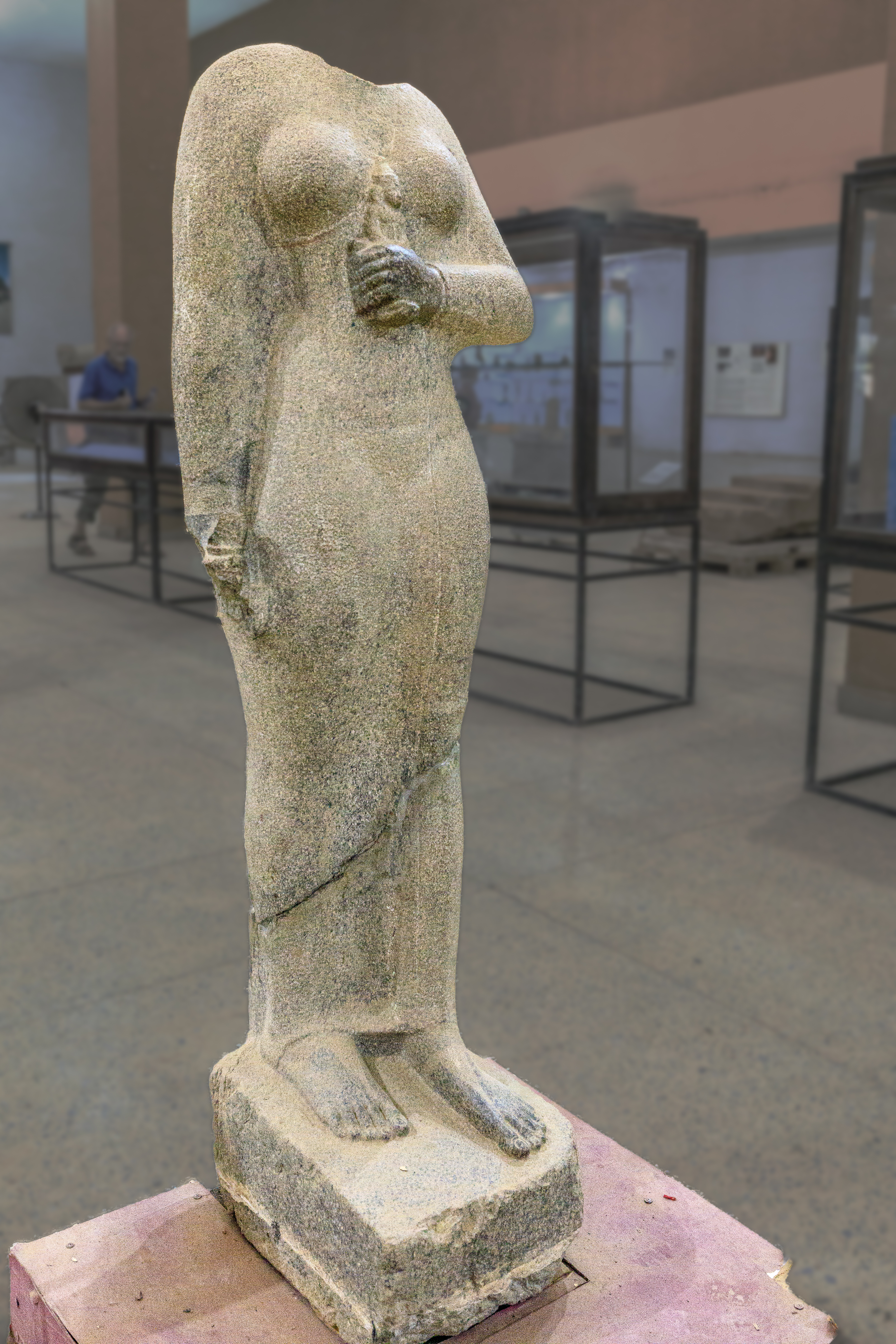
ملکه امانیمالیل ، در سال ۱۹۱۶ کشف شد